# خواهان (حقوق)
خواهان یا مدعی در علم حقوق شخصی (حقوقی یا حقیقی) است که خواسته خود را در دادگاه علیه خوانده طلب می‌کند. خواهان می‌بایست دعوی حقوقی خود را در برگ مخصوص دادخواست تنظیم کند و در دادگاه صالح اقامه کند.